# Janbaaz
Pour plus de détails, voir Fiche technique et Distribution.
Janbaaz est un film d'action indien, en langue hindi, réalisé en 1986, par Feroz Khan (en). Il met en vedette Dimple Kapadia, Feroz Khan, Anil Kapoor, Sridevi et Shakti Kapoor. Le film est devenu populaire pour sa représentation de la toxicomanie ainsi que pour une scène de sexe torride entre Anil Kapoor et Dimple Kapadia. Sridevi figure dans la chanson Har kisiko nahi milta yahan pyaar zindagi mein, devenue un succès instantané. Le film est largement inspiré de hollywoodien Duel au soleil (1946) avec Gregory Peck et Joseph Cotten.

## Fiche technique
Sauf indication contraire, les informations mentionnées dans cette section peuvent être confirmées par la base de données cinématographiques IMDb,  présente dans la section « Liens externes ».
- Titre : Janbaaz
- Réalisation : Feroz Khan (en)
- Scénario : K. K. Shukla
- Langue : Hindi
- Genre : Film d'action
- Durée : 175 minutes (2 h 55)
- Dates de sorties en salles :
  -  Inde : 20 juin 1986